# كرة القدم خارج الدوري
كرة القدم خارج الدوري تصف الدوريات في كرة القدم التي تُلعب خارج الدوريات العليا في بلد ما. عادة ما تشير إلى الدوريات التي ليست احترافية بالكامل. يستخدم هذا المصطلح بشكل رئيسي في كرة القدم في إنجلترا، حيث يُستخدم بشكل خاص لوصف كل كرة القدم التي تُلعب في المستويات التي تقل عن تلك الخاصة بـ"الدوري الممتاز" (20 ناديًا) والأقسام الثلاثة لـ"دوري كرة القدم الإنجليزي" (EFL؛ 72 ناديًا). حاليًا، يكون الفريق غير الدوري أي نادي يلعب في الدوري الوطني أو ما هو أدنى من هذا المستوى. عادة ما تكون الأندية غير الدوري إما نصف احترافية أو هاوية في الوضع، رغم أن أغلب الأندية في قسم الدوري الوطني (المستوى 5) هي أندية احترافية بالكامل، وبعضها كان أندية في الدوري الإنجليزي لكرة القدم التي تعرضت لـ هبوط.
كان مصطلح خارج الدوري يُستخدم بشكل شائع في إنجلترا قبل إنشاء الدوري الممتاز في عام 1992، قبل ذلك كانت جميع أندية كرة القدم في إنجلترا تنتمي إلى دوري كرة القدم (منذ 2016، الدوري الإنجليزي لكرة القدم؛ EFL)؛ في ذلك الوقت، كان دوري كرة القدم يُشار إليه عادة ببساطة بـ "الدوري" وكانت أنديته تُسمى "أندية الدوري"، لذا كانت جميع الأندية التي لم تكن أعضاء في دوري كرة القدم تُعتبر أندية "غير دوري". منذ عام 1992، أصبح مصطلح "غير دوري" يعني الأندية في مستوى أدنى من دوري كرة القدم، حيث أن التعريف الأصلي للخروج عن دوري كرة القدم كان يشمل أندية الدوري الممتاز.

## كرة القدم خارج الدوري في إنجلترا

### دوري كرة القدم الإنجليزي
كان مصطلح "الدوري" (بحرف 'L' كبير) في "كرة القدم خارج الدوري" يشير في الأصل بشكل محدد إلى دوري كرة القدم (الذي يُعرف الآن باسم الدوري الإنجليزي لكرة القدم، الذي انفصل عنه الدوري الممتاز في 1992)، بدلاً من أن يكون خطأ في التسمية، حيث أن أندية "غير الدوري" تلعب معظم كرة قدمها ضمن مسابقة دوري (بحرف 'l' صغير). هناك العديد من الدوريات تحت مستوى الدوري الإنجليزي لكرة القدم، وبعضها، مثل دوري الشمال، قديم تقريبًا مثل الدوري الإنجليزي لكرة القدم نفسه. تُنظم هذه الدوريات الكبرى بشكل غير رسمي من قبل الاتحاد الإنجليزي لكرة القدم، الهيئة الحاكمة للرياضة في إنجلترا، ضمن نظام الدوري الوطني (NLS). يحتوي NLS على ستة مستويات أو خطوات ويشمل أكثر من 18 دوريًا منفصلًا، العديد منها يحتوي على أكثر من قسم واحد.
قبل موسم 1986–87، لم يكن هناك ترقية أو هبوط تلقائي بين دوري كرة القدم والدوريات في كرة القدم غير الدوري لمدة تقارب المئة عام. بدلاً من ذلك، كان هناك عملية إعادة انتخاب؛ في نهاية كل موسم، كان يتعين على الأندية التي في قاع الدوري الإنجليزي لكرة القدم إعادة التقدم للحصول على العضوية، بينما كانت الأندية غير الدوري الطموحة تضع نفسها كمرشحين للقبول ضدهم. ثم كان جميع الأندية الأعضاء في دوري كرة القدم يصوتون لاختيارهم. في معظم الحالات، كان هذا مجرد إجراء شكلي؛ حيث كان الأعضاء في الغالب يصوتون للأعضاء الحاليين الآخرين وكان النظام يضمن بقاء عضوية دوري كرة القدم ثابتة إلى حد كبير، مع وجود فرصة ضئيلة للأندية غير الدوري للانضمام. منذ بداية العملية، حققت ثلاثة عشر ناديًا من أندية غير الدوري ما يكفي من الأصوات للفوز بالانتخاب كأعضاء في دوري كرة القدم.
ومع ذلك، جاء تغيير كبير في عام 1986 عندما تم إدخال الترقية والهبوط التلقائي لنادٍ واحد بين الدوري ودوري كرة القدم الوطني، وهو أعلى دوري في كرة القدم غير الدوري، بشرط أن يلتزم النادي المؤهل بالمعايير المطلوبة من حيث المنشآت والمعايير المالية. أصبح سكاربورو أول نادي غير دوري يفوز بالترقية التلقائية إلى الدوري، وأصبح لينكولن سيتي أول نادي من دوري كرة القدم يتم هبوطه إلى صفوف كرة القدم غير الدوري. منذ موسم 2002–03، تم ترقية ناديين من الدوري الوطني (بطل الدوري والفائز في التصفيات) في نهاية كل موسم.
يشمل النظام الكامل نظام دوري كرة القدم الإنجليزي الدوري الممتاز، الدوري الإنجليزي لكرة القدم، دوريات نظام الدوري الوطني، وأي دوريات محلية لها علاقات تغذية مع دوري NLS.
يدخل العديد من الأندية غير الدوري كأس الاتحاد الإنجليزي، حيث يأملون في أن يصبحوا "قُتلة العمالقة" بالتقدم من التصفيات، والجولات الأولى والثانية، لملاقاة وتفوق على فرق من الدوري الممتاز أو دوري البطولة الإنجليزية. منذ نهاية الحرب العالمية الثانية، وصل أحد عشر ناديًا غير دوري فقط إلى الدور الخامس من كأس الاتحاد الإنجليزي، ووصل واحد فقط (لينكولن سيتي في موسم 2016–17) إلى مرحلة ربع النهائي. الفريق الوحيد غير الدوري الذي فاز بالمسابقة منذ بداية دوري كرة القدم هو توتنهام هوتسبير في 1901، على الرغم من أنه في ذلك الوقت كان الدوري يحتوي على قسمين فقط، يتألفان بشكل شبه كامل من أندية شمالية والوسط الإنجليزي. كانت الأندية الرائدة في الجنوب تلعب في دوري كرة القدم الجنوبي، الذي كان على مستوى مماثل للأندية في الدوري.  من أول مباراة لها في 1908 حتى 1912، كان درع الاتحاد الخيري يُلعب بين بطل الدوري وبطل دوري كرة القدم الجنوبي.

### كأس الاتحاد الإنجليزي وكأس الفاز
تم تقديم كأس التحدي الاتحاد الإنجليزي في عام 1969 لتقديم فرصة واقعية للأندية غير الدوري شبه المحترفة للفوز بمسابقة كأس الاتحاد الإنجليزي. كان بإمكان الأندية الهواة المشاركة في كأس الهواة في الاتحاد الإنجليزي حتى عام 1974 عندما ألغت الاتحاد الإنجليزي التمييز بين المحترفين والهواة. تم استبدال كأس الهواة بـ كأس الفاز في عام 1974، الذي يتنافس عليه الأندية في المستوى 5 و 6 من نظام الدوري الوطني وأقل، بينما يتنافس على الكأس الأندية في المستويات 1-4.

### كرة القدم النسائية
في كرة القدم النسائية، يتم استخدام مصطلح "غير دوري" للأندية في الدرجات أدنى من دوري السيدات في الاتحاد الإنجليزي. كان يشير سابقًا إلى الأندية في القسمين الإقليميين للدوري الثاني في دوري السيدات في الاتحاد الإنجليزي.

## كرة القدم غير الدوري في دول أخرى

### ألمانيا
في ألمانيا، يوجد مصطلح مشابه، unterklassig (حرفيًا "تحت الطبقة")، الذي يشير عادة إلى الدوريات الإقليمية أدنى من الثلاثة الدوريات الوطنية البوندسليغا 1 والبوندسليغا 2 والدوري 3. قد يتم تضمين أعلى مستوى من الدوريات الإقليمية، المسمى المنطقة لليغا، أو لا.

### جمهورية أيرلندا
في جمهورية أيرلندا، تتكون كرة القدم خارج الدرجات العليا من الدوري من الدوريات الإقليمية العليا بناءً على المقاطعة التي ينتمي إليها النادي؛ ومع ذلك، تُسمى هذه الدوريات غالبًا "غير دوري".

### اسكتلندا
في اسكتلندا، يشير مصطلح "كرة القدم غير الدوري" إلى الدوريات خارج الدرجات الأربع العليا في دوري كرة القدم الاسكتلندي المحترف. تتكون هذه الدوريات من عدة دوريات إقليمية عليا تشكل جزءًا من نظام الهرم الكروي الاسكتلندي.

### إسبانيا
تُعرف كرة القدم أدنى المستوى المهني في إسبانيا عادة باسم fútbol modesto (حرفيًا "كرة القدم المتواضعة").